# Búlis

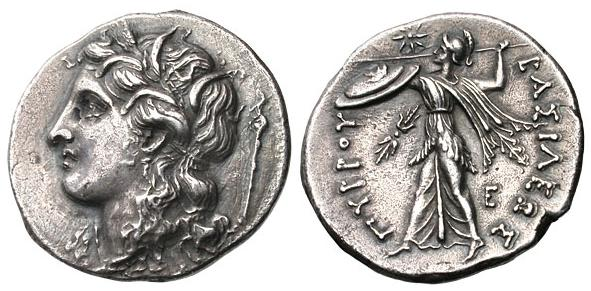
Octóbulo do rei epirota Pirro (r. 306–302; 297–272)

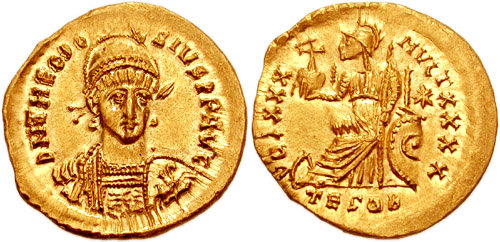
Soldo do imperador bizantino r., o reconstrutor de Búlis após o saque pelos visigodos de Alarico r.

Búlis ou Bílis (em grego: Βύλλις/Βουλλίς; romaniz.: Býllis/Boullís) foi uma cidade antiga da região da Ilíria localizada 25 km a noroeste de Vlora próximo às localidades de Balshi e Hekal, no distrito de Malacastra, na Albânia. Fundada na primeira metade do século IV a.C. por colonos gregos e/ou ilírios, esteve várias vezes sob controle de reis ilírios. Foi tomada em 314 a.C. pelo rei Cassandro (r. 317–305) da Macedônia, mas logo retornou para controle ilírio. No século III a.C., foi brevemente tomada por Pirro (r. 306–302; 297–272) e talvez por seu filho Alexandre II do Epiro (r. 272–242 a.C.). Mais tarde tornou-se sede da liga dos biliões.
Ao longo das Guerras Ilírias, aliou-se a Roma e em 167 a.C. foi incorporada na província de Ilírico. Durante as guerras civis romanas rendeu-se a Júlio César e sob o imperador romano Augusto (r. 27 a.C.–14 d.C.) tornou-se uma colônia. No século IV foi saqueada pelos visigodos de Alarico (r. 391–410). Reconstruída pelo imperador bizantino Teodósio II (r. 408–450), permaneceu próspera até o século VI quando, entre 547 e 551, foi atacada pelos esclavenos. Foi novamente reconstruída pelo imperador Justiniano (r. 527–565), porém foi atacada e definitivamente abandonada em 586, sob Maurício (r. 582–602)
Seu sítio foi descoberto no século XIX pelo viajante britânico Henry Holland, que o descreveu e identificou, embora a confirmação tenha ocorrido somente décadas depois, através dos trabalhos do estudioso de Claubry. Durante boa parte do século XX passou por uma série de intervenções arqueológicas que revelaram todas as estruturas remanescentes, assim como puseram a descoberto vários artefatos que vão desdes moedas até estátuas e instrumentos musicais. Em 2005, por determinação duma lei nacional albanesa, Búlis foi integrada, juntamente com outros sítios do país, no sistema de parques arqueológicos.

## História
Estêvão de Bizâncio menciona Búlis erroneamente como uma cidade à beira-mar na Ilíria e sua fundação lendário é atribuída aos mirmidões sob Neoptólemo após retornarem da Guerra de Troia, uma tradição confirmada pelos numismatas. Búlis, como uma cidade falante de grego, foi entendida por M. B. Hatzopoulos como a mais setentrional cidade grega não colonial na região. Foi sugerido que foi fundada por gregos, embora a presença duma população mista seja atestada por nomes ilírios de oficiais. Os biliões, uma tribo ilíria helenizada mencionada pela primeira vez em meados do século IV a.C. na descrição do geógrafo Pseudo-Cílax, estiveram provavelmente envolvidos com a construção da cidade como sugerido por seu nome. Apesar disso, N. G. L. Hammond argumenta que não faz sentido propor um rótulo ilírio para uma cidade na qual língua, instituições, oficiais, onomásticas, planejamento físico e fortificações eram gregas.
Búlis foi fundada na primeira metade do século IV a.C., talvez entre 370 e 350 a.C. Desde 385 a.C., a região depois atribuída aos biliões era governada pelo rei dardânio Bárdilis I (r. 393–358 a.C.). Em 314 a.C., durante o reinado do rei Cassandro (r. 317–305 a.C.), foi conquistada pela Macedônia e após a morte dele foi tomada pelo rei taulâncio Gláucias (r. 335–302 a.C.). Continuou em controle dos ilírios até durante reinado de Monúnio (r. 290–270 a.C.), que estabeleceu residência em Gurazeza, nas proximidades de Búlis. Depois disso, foi brevemente controlada por Pirro (r. 306–302; 297–272) e talvez por seu filho Alexandre II do Epiro (r. 272–242 a.C.). Após 270 a.C., a cidade e região podem ter sido governadas pelo rei ilírio Mitilo (r. 270–231 a.C.).
Em algum momento durante o século III a.C., Búlis foi dotada de um estádio e de um teatro Desde cerca de 270 a.C., tornou-se o centro duma liga bilíngue dos biliões, como atestado após 232 a.C.. Essa liga englobava as cidades de Búlis e Niceia, com a primeira considerando a segunda como seu demo. À época, ficou famosa por abrigar artesãos habilidosos, que tornar-se-iam sua marca, e por possuir sua própria cunhagem em bronze, diferente da dos biliões, que operou até 167 a.C.. Em 229 a.C., quando romanos aportaram em Apolônia, Búlis aliou-se a eles contra a rainha ilíria Teuta (r. 231–227 a.C.). No início do século II a.C., recebeu embaixada dos teoros. Em 168 a.C., novamente aliou-se aos romanos, dessa vez contra o rei ilírio Gêncio (r. 181–168 a.C.)  e no ano seguinte, com a conclusão das Guerras Ilírias, foi incorporada à província de Ilírico.
Em 49–48 a.C., no transcurso da Guerra Civil Cesarina, rendeu-se a Júlio César e tornou-se base de suprimentos a seu exército. Mais adiante, durante a última guerra civil republicana, esteve, segundo Cícero, sob controle do pessoal de Marco Antônio. Sob Augusto (r. 27 a.C.–14 d.C.) tornou-se colônia romana que segundo Plínio, o Velho chamava-se Colônia Júlia Augusta Bulidense (em latim: Colonia Iulia Augusta Bullidensis). Com sua mudança de estatuto, suas instituições políticas igualmente alterar-se-iam: estabeleceu-se o conselho dos deuriões, os diúnviros e dois augustais. Pelo século IV, foi saqueada pelos visigodos de Alarico (r. 391–410), mas foi reconstruída por Teodósio II (r. 408–450). Entre 547-551, sofreu um ataque eslavo, e foi reconstruída por Justiniano (r. 527–565) entre 552-565. Em 586, sob Maurício (r. 582–602), foi atacada pelos eslavos e então abandonada.

### Associação com Apolônia
Um dos participantes do Concílio do Éfeso em 431 foi certo Félix que assinou uma vez como bispo de Apolônia e Búlis, e outra como bispo de Apolônia. Alguns assumem que ambas formaram uma única sé episcopal, enquanto outros supõem que ele foi, a rigor, bispo apenas da primeira, mas esteve temporariamente no comando de Búlis durante a vacância daquela sé. No Concílio da Calcedônia de 451, Eusébio assinou simplesmente como bispo de Apolônia. Nas cartas bispais do Novo Epiro a Leão I, o Trácio (r. 457–474) de 458, um indivíduo chamado Filócaro assinou como bispo do que os manuscritos chamam "Valido", e que editores pensam que deveria ser variação do nome Búlis. Se Filócaro é também considerado bispo de Apolônia, depende da interpretação quanto a posição de Félix em 431. O Anuário Pontifício lista Apolônia como sé titular, assim reconhecendo que foi certa vez uma diocese residencial, diocese sufragânea do arcebispo de Dirráquio. Ela não garante tal reconhecimento a Búlis.

## Arqueologia

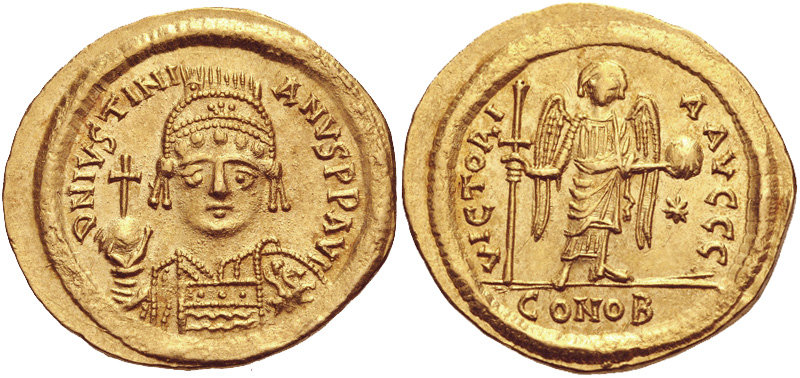
Soldo de Justiniano r., o reconstrutor de Búlis após o ataque esclaveno

Planta de Búlis

O sítio de Búlis foi identificado pela primeira vez no começo do século XIX pelo viajante britânico Henry Holland, que descreveu-o em seu livro Viagens nas Ilhas Jônias, Albânia, Tessália, Macedônia publicado em Londres em 1815. Esta publicação despertou o interesse de inúmeros estudiosos estrangeiros e albaneses que para lá dirigiram-se para investigá-lo. Em 1850, François Pouqueville, o cônsul francês junto de Ali Paxá, mencionou o teatro bulidense na sua Viagem na Grécia (em francês: Voyage dans la Grece). No mesmo ano, de Claubry reforçou a identificação da cidade após visitar o local. Em 1881, E. E. Isambert publicou suas observações dos muros, teatro e inscrições em O Oriente, Grécia e Turquia e, em 1904, o tcheco Carl Patsch publicou os primeiros dados científicos do sítio em seu Das Sandschak Berat in Albanien, no qual descreveu inscrições e esculturas, além de ter elaborado um catálogo de moedas. Entre 1916 e 1918, em plena Primeira Guerra Mundial, o austríaco Camillo Praschniker conduziu as primeiras escavações arqueológicas que revelaram partes das muralhas, do Grande Estoa e do teatro.
Estas descobertas atraíram a atenção de outros arqueólogos, como N. G. L. Hammond, L. Ugolini e C. Sestieri, que realizaram escavações superficiais entre 1920 e 1977. Entre 1978 e 1991, novos trabalhos foram realizados pelo Centro de Pesquisa Arqueológica da Academia de Ciências da Albânia sob a direção de Neritan Ceka e Skënder Muçaj, com ajuda do time de restauradores do Instituto de Monumentos (sob a direção de L. Papajani). Nessa temporada foram descobertos edifícios helenísticos (teatro, o Grande Estoa, o estádio, o estoa do teatro, a entrada a ágora e o espaço público entre ela, a cisterna sobre o estádio, o ginásio, as residências A e B) e edifícios romanos clássicos e tardios (basílicas A, C D e E, complexo episcopal, Termas de Justiniano, residências, etc.); o resultado destas prospecções foi publicado em Bílis: História e Monumentos. Desde 1999, uma missão albano-francesa liderada pelos professores Skënder Muçaj (time albanês) e Jean Pierre Sodini (time francês) dedicou-se ao estudo dos edifícios da Antiguidade Tardia; em 2003 Sodini foi substituído por Pasquale Chevaliere.
O sítio de Búlis localiza-se próximo as localidades de Balshi e Hekal, no distrito de Malacastra, ao sul da moderna Albânia. Está sobre uma colina chamada Gradichta e Hecaliti, a 524 metros acima do nível do mar, na margem direita do rio Vjosa. Mediante uma lei aprovada em abril de 2003 e regulamentada em 2005,[a] Búlis e outros sítios arqueológicos foram classificados como parques arqueológicos. Segundo essa legislação, o sítio de Búlis é administrado pelo Gabinete de Gerenciamento de Búlis. O testemunho arqueológico local mais antigo remonta a 370−350 a.C., quando a cidade é fundada e recebe suas primeiras muralhas. A ágora é construída em 270 a.C. e entre 270−167 a.C. recebe um teatro, um estádio e seus muros são fortificados. O teatro foi renovado em 48 a.C. À época que tornou-se uma colônia romana, os veteranos do exército construíram residências luxuosas e custearam edifícios públicos. No século V d.C., a cidade foi reconstruída pelo imperador Teodósio II e recebeu basílicas e um complexo episcopal. Entre 552 e 565, quando é novamente construída sob ordens de Justiniano, ganhou uma nova muralha batizada de Muralha de Vitorino.
Ágora
A ágora da cidade foi construída na primeira metade do século III a.C. e cobre uma área de 4 hectares. Tem o formato dum retângulo regular e é dividida em dois terraços interligados entre si. Sua entrada tem a largura de 8,30 metros e abre-se num muro decorativo feito com blocos quadrados que a separa da área habitada da cidade. À esquerda há degraus que levam para o estádio e à direita há um edifício com dimensões de 20,20 x 5,80 metros, construído próximo ao muro. Ainda há dois edifícios e um pórtico com colunatas de madeira que poderiam ter servido como o pritaneu de Búlis, a sede dos altos magistrados (prítanes) da liga. No decurso de escavações desse monumento foram descobertas duas estátuas, a primeira com uma inscrição latina do período de Augusto (r. 27 a.C.–14 d.C.) e a outra com uma inscrição do século III a.C., dedicada a Triteutas, a forma ilíria de Ártemis.
Algumas colunas dóricas e jônias estão agrupadas na praça, pertencendo todas elas a um monumento construído na parte ocidental. Deste monumento provém uma inscrição "César", assim como estelas que eram transportadas para a necrópole situada fora da zona murada original, próximo ao portão VI. Várias destas estelas datam do século III a.C., e muitas foram reutilizadas no século I d.C. após o achatamento de antigas inscrições e a gravação de novas. A oeste do pritaneu situa-se um espaço fechado sem janelas e com apenas uma entrada, construído 3 metros menor contra a parede de trás da ágora com tamanho de 18,20 x 6,20 metros. Provavelmente um arsenal para armas, nele ainda há restos de suas colunas octogonais que serviram para manter o piso do primeiro andar, que levava para a ágora. Há também um espaço retangular de tamanho 5,88 x 7 metros que provavelmente serviu como um altar imperial, talvez de Augusto.
Teatro e estádio

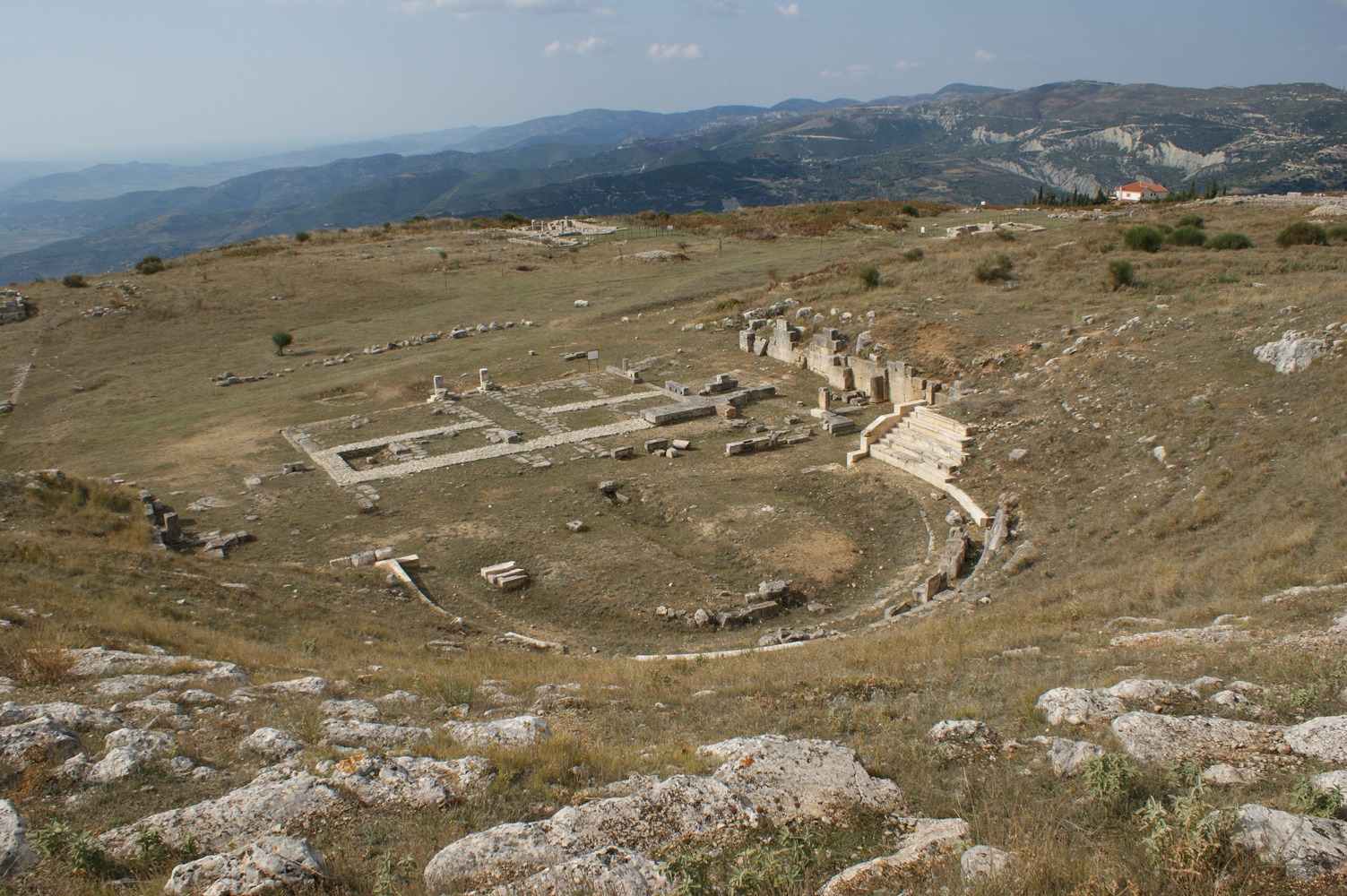
Teatro de Búlis

O teatro foi construído em meados do século III a.C., no canto sudoeste da ágora, ao lado da seção sul das muralhas e próximo ao portão V,[b] permitindo uma conexão direta com o território campestre da liga, de onde muitos dos espectadores provinham. Podia acomodar até 7 500 espectadores que, segundo as suposições dos historiadores, deveriam permanecer em pé devido ao formato dos degraus da arquibancada. Ao todo havia 40 degraus, cada um com 40 centímetros de altura. O teatro possuía uma área para exposição de esculturas e a seu lado há um estoa, parcialmente preservado, com dimensões de 60 x 11,40 metros. Nele há restos dum tanque para armazenamento de água do telhado e uma fornalha. Ele abria-se para a ágora com uma colunata dórica embaixo e uma colunata jônia encima. No período helenístico, o cenário do teatro era uma plataforma de 3 metros suportada sobre colunas; quando Búlis tornou-se uma colônia, foi substituído por uma base de pedra e por um muro de fundo feito com tijolos.
O estádio de Búlis é único quando comparado aos demais estádios em forma de ferradura da Antiguidade. Devido ao terreno onde foi construído, possui apenas uma pista desenhada na encosta do terreno e teve um comprimento de 134 metros, quando o padrão para tais construções era de 190 metros. Durante as escavações descobriram-se alguns objetos em bronze com a inscrição Búlis e um buraco, que se supõe terem servido como bilhetes de acesso que eram trazidos pelos espectadores presos a cintos. A parte norte é onde os degraus, construídos com blocos retangulares de calcário., estão melhor preservados. Ao todo são 19 com 0,30 metros de altura e 0,40 de largura; se sugere que, em vista destas medidas, os espetáculos eram assistidos de pé. Num dos degraus há uma inscrição na qual se lê: "Quando Elécsomas era prítane, Botiu, filho de Liciscute, fez inscrições para sua libertação da escravidão, segundo a lei."
Próximo ao estádio há uma cisterna retangular (chamada Stera) com dimensões de 50,90 x 4,20 metros que serviu para coletar água da chuva dos degraus do estádio e, aparentemente, do telhado do Grande Estoa. Não foi totalmente escavada, mas acredita-se que tivesse uma profundidade de 6 metros, tendo servido como um grande reservatório preenchido durante o inverno para abastecer os cidadãos que frequentavam a ágora durante eventos políticos, festivais, apresentações teatrais ou competições esportivas. Foi coberta com um sistema de blocos de calcário e para evitar que sua águas se contaminassem, o cilindro de captação d'água foi rebocado com uma mistura cerâmica.
Termas de Justiniano
Em data desconhecida Búlis recebeu um complexo termal público a oeste da cisterna, de modo a aproveitar seu suprimento de água. A estrutura, medindo 24,50 x 6,40 metros, é retangular e possui uma série de salas que serviram como apoditério, frigidário, tepidário, sudatório, caldário e prefúrnio. Muitas moedas de bronze datáveis do período de sua destruição (547–551) foram encontradas no prefúrnio; elas pertenciam a cunhagem do imperador Justiniano e do rei ostrogótico Tótila (r. 541–562). Uma inscrição encontrada num dos muros e aparentemente pertencente a este edifício fornece o período de sua construção. Essa inscrição, gravada sobre uma tabula ansata e parcialmente preservada, afirma: "Eu sou as termas do todo poderoso (governante) Justiniano, um benéfico [construtor?]..."
Muralhas

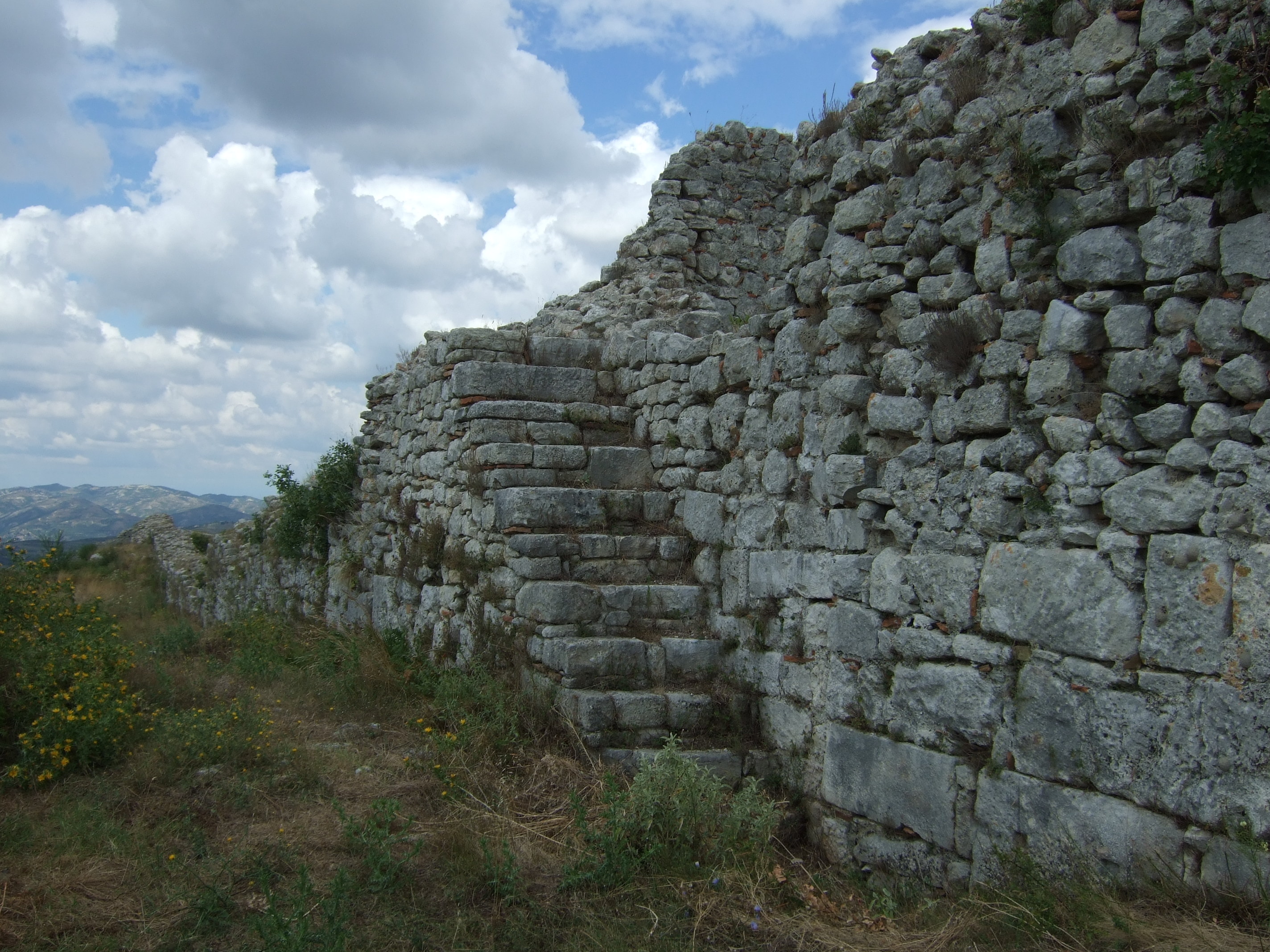
Muralhas de Vitorino

As muralhas que originalmente circundavam Búlis remontam aos anos 370−350 a.C.. São de formato triangular e cobrem uma área de 30 hectares. Construídas com grandes blocos retangulares de calcário com altura de 0,55 a 0,66 metros, mediam 2 250 metros de comprimento, 3,5 de largura e 8-9 de altura. Em sua borda sul há uma lacuna, posteriormente preenchida com pequenas pedras dispostas em ângulos retos aos blocos, na qual a vertente da colina decaía num penhasco íngreme por cerca de 200 metros. Possui 6 portões, cada uma guarnecido por uma torre, e torres complementares foram construídas nas bordas dos muros para protegê-los e fortalecê-los e para abrigar os guardas da cidade. Entre 230 e 167 a.C., foi construído um pátio fortificado composto por uma torre circular de 9 metros de diâmetro e 9 de altura, atualmente localizada à direita da estrada que adentra o sítio pela entrada moderna.
Na Antiguidade Tardia, as muralhas ilírias foram reparadas após o ataque visigótico: os blocos quadrangulares do muro frontal foram substituídos, e seus substitutos foram alinhados com argamassa. Durante o reinado de Justiniano (r. 527–565), novos muros foram construídos pelo general Vitorino. As muralhas novas, batizadas de Muralhas de Vitorino em homenagem ao construtor, foram bastante menores que as originais, e aproveitaram as partes sul e oeste das fortificações mais antigas. Para a defesa das partes norte e leste foi construído um muro de 2,2 metros de largura, no qual intercalaram-se torres de 12 metros de altura. Foram preservadas quatro inscrições a respeito dessas construções. Uma delas, está atualmente guardada no Museu Arqueológico de Tirana, juntamente com outros objetos descobertos durante as expedições arqueológicos.
Grande Estoa
O Grande Estoa foi construído adjacente ao local futuramente seriam edificadas as muralhas de Vitorino, na encosta íngreme da colina, do começo da ágora, a oeste, até seu fim, compondo um edifício em forma de L com um comprimento total de 144 metros. Sua construção coincide temporalmente com a edificação da área monumental da ágora no segundo quartel do século III a.C. e serviu tanto como seus limites como para protegê-la dos ventos frios. Em algum momento durante o período romano, sua ala oriental foi reconstruída e no século III o estoa foi destruído para a construção dum pequeno santuário em sua parte oriental. No século V, a Basílica A foi construída na parte ocidental do edifício, enquanto todo o lado oriental serviu como habitação.
O Grande Estoa possuía 2 andares, cada qual com 2 "vias" separadas por colunatas jônicas, enquanto as colunatas sobre a fachada são em estilo dórico. A parte oriental, com dimensões de 37 x 11,40 metros, está bem preservada e nela ainda são visíveis os buracos que mantinham as vigas do segundo andar. No flanco sul sua fachada estava fechada para esconder as escadas que conectavam seus andares e ali havia uma abertura de 4 metros que serviu como entrada da ágora. Os pisos com colunas octogonais na parte ocidental estão bem preservados.
Necrópole, residências e oficinas
Ao todo, há duas residências preservadas. A Residência A localiza-se próximo à Basílica E, a leste, fora do perímetro da muralha bizantina. Construída sobre um terraço firmado num resistente muro, ocupa uma área de 30 x 24 metros. No centro do complexo há um pórtico de 2,80 metros de largura, em torno do qual estão várias salas quadradas com um friso de 9 metros cercada por um peristilo de estilo jônico. No lado oeste estavam as salas dos servos e em frente a elas estava a cisterna, trabalhada em pedra na forma duma pera, que era utilizado em dias de chuva para coletar água; a água era removida para o jardim através dum canal feito com blocos de pedra. No lado sul, logo após o corredor de entrada, estão duas salas principais, um das quais serviu como andrón.
Próximo à ágora, no lado direito, está localizada a Residência B. Medindo 29,5 x 24,8 metros, foi construída sobre um terraço apoiado por robustos muros feitos com blocos espessos. No século III, seus muros foram engessados e pintados e no século V duas novas residências foram adicionadas ao complexo, que permaneceu habitado até o século VI. Durante as escavações foi encontrado um busto de mármore do imperador Adriano (r. 117–138). No centro do complexo há um pátio quadrangular pavimentado com blocos de calcário com uma friso de 9,6 metros, que foi circundado por uma colunata dórica. No lado oriental da parte sul, um corredor peristilo medindo 3,6 metros de largura, ligava o pátio ao resto do edifício. Nessa parte está a entrada e sobre a parte oeste um longo pórtico era usado com finalidades econômicas. O andrón, medindo 6,4 x 7,7 metros, está localizado no lado oeste e no canto sul está a cisterna, onde a água da chuva era coletada do telhado.
No século III a.C., foi edificada uma uma necrópole monumental no exterior do portão IV. Muitos dos túmulos foram cavados no penhasco na direção leste-oeste e neles foram encontrados objetos mortuários, principalmente cerâmicos. Um dos túmulos identificados foi cavado na rocha em dois níveis, para o sepultamento de duas pessoas. Noutras duas, havia uma abóbada; esse tipo de sepultura consiste numa sala retangular com entrada a oeste e uma pedra para a deposição do corpo no canto leste. No século VI, a Residência B deixou de ser habitada e tornar-se-ia um complexo mortuário.
Além dos dois complexos residenciais, identificaram-se alguns edifícios manufatureiros. Foi descoberto um lagar de azeite e foram identificados alguns fornos e moinhos, bem como um espaço onde se produzia combustível com os restos das azeitonas. Além destes, detectou-se lagar de vinho melhor preservado de todo o Mediterrâneo. Nesse complexo há um jardim onde as uvas chegavam e eram descarregadas. No interior do lagar ainda estão preservadas as tinas para espremer as uvas, um espremedor manual, um recipiente onde o vinho era inicialmente depositado, 21 pitos onde o vinho era armazenado, grandes tanques com dimensões de 3 e 2 metros de altura e 2 cubas grandes.
Basílicas

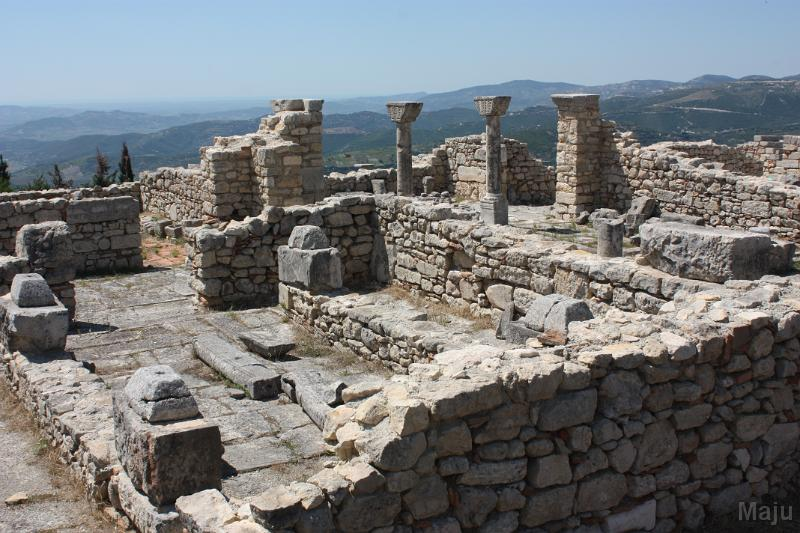
Ruínas do complexo da Catedral de Búlis

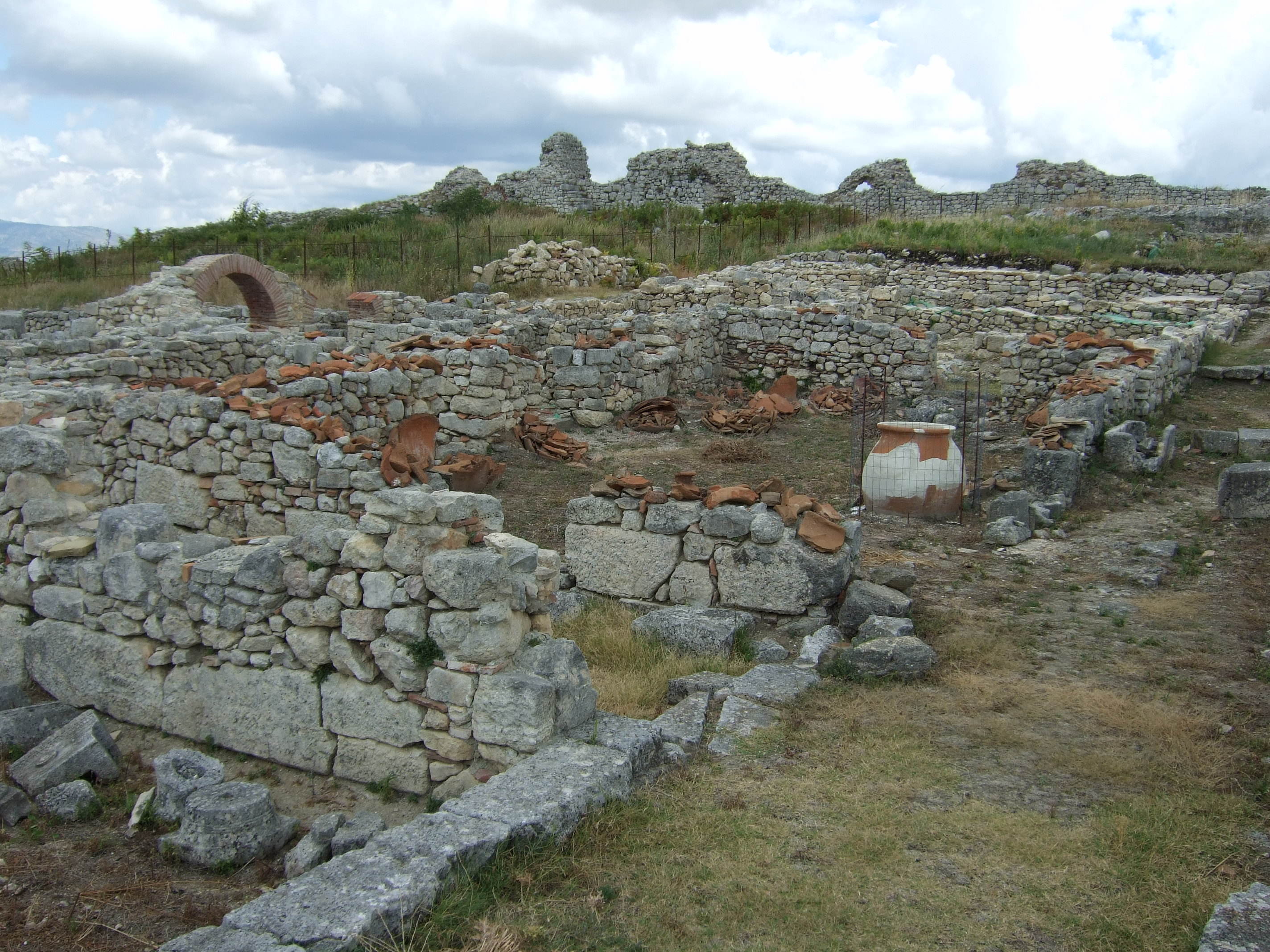
Fragmentos cerâmicos escavados na Catedral

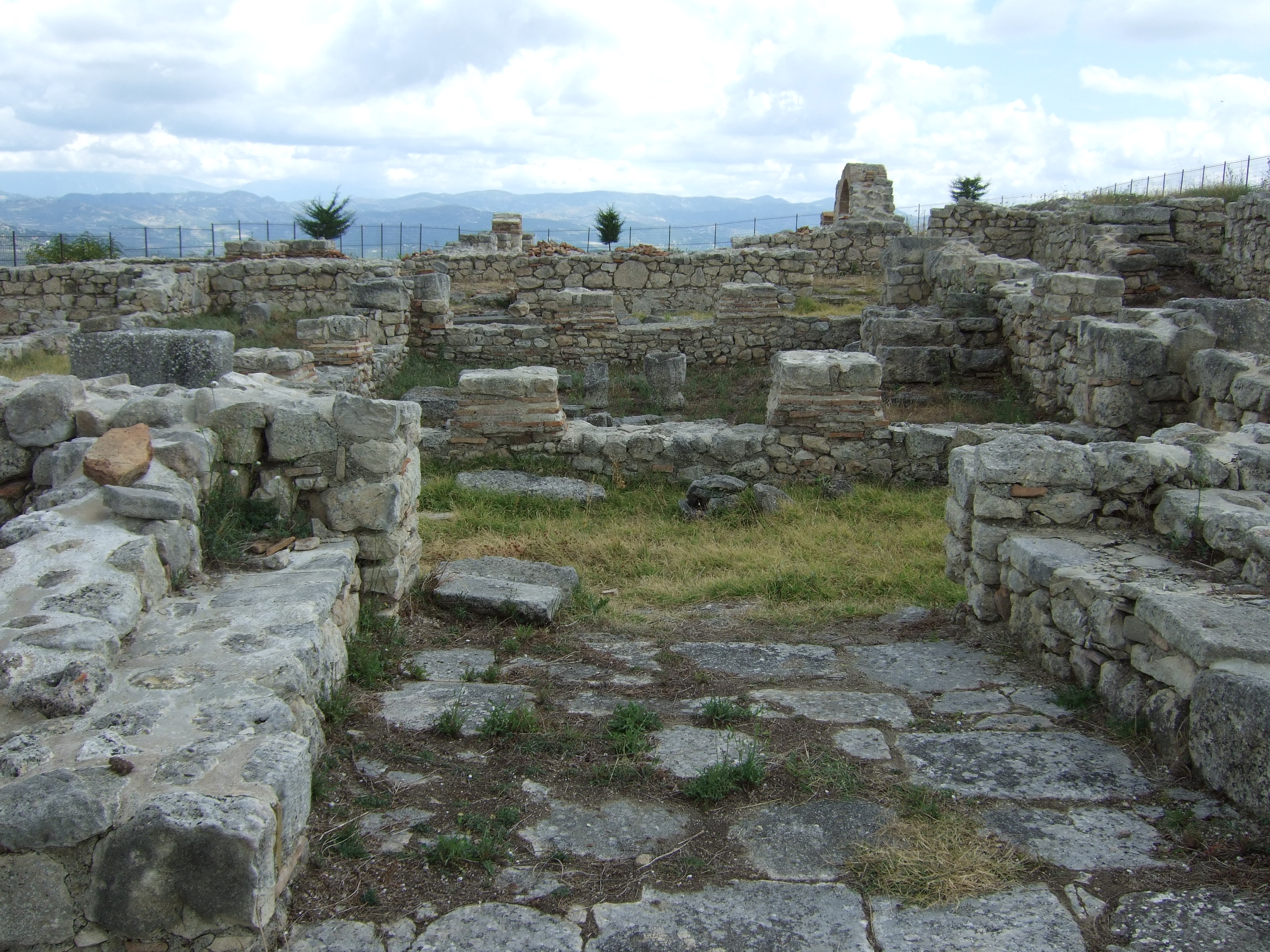
Ruínas da Basílica D

Durante a Antiguidade Tardia, mais precisamento entre os séculos V e VI, Búlis recebeu cinco complexos religiosos, quatro deles classificados como basílicas (A, C, D e E) e uma catedral (também chamada Basílica B). Durante as escavações realizadas nesses edifícios, foram descobertas uma série de esculturas decorativas, assim como mosaicos com motivos variados e inscrições e um túmulo saqueado. Na catedral foram também descobertas na catedral moedas, instrumentos musicais (címbalos, gongos, sinos) e fragmentos cerâmicos do século VI. Dentre elas, a única não completamente escavada é a Basílica E. Ela se distingue das demais por suas três naves com absides circular, nártex com alpendre e dois anexos. Ela mede 33 metros de comprimento e 22,80 de largura e seu piso é pavimentado com mosaicos decorativos.
A Basílica A, de dimensões 38 x 23 metros, foi edificada em diferentes níveis próximo ao final ocidental do Grande Estoa. Segundo estimado pelos traços de incêndio, foi destruída pela segunda metade do século VI, durante a primeira invasão eslava. Possui uma escada, situada a oeste, que conduzia ao estádio, três naves, um pórtico ao norte da nave central, com a largura desta, e dois anexos litúrgicos. Ainda estão presentes a mesa de mármore do altar e vários mosaicos: na nave central (ao sul, círculos tangentes decorados com pássaros, e ao norte, grandes quadrados com motivos zoomórficos), no nártex (ao sul, oito caixas de grades zoomórficas e motivos florais, e ao norte, uma composição octogonal), ao norte do transepto (octógonos decorados com movidos florais e aves) e no santuário (dois cervos de cada lado da Fonte da Vida e três painéis com caixas com aves e animais aquáticos e crateras cercadas por pássaros e pavões).
A Catedral ou Basílica B foi construída no final do século IV ou começo do século V e localiza-se no interior das muralhas de Vitorino. O complexo inclui uma basílica, um batistério e um palácio episcopal, este último adicionado durante a reconstrução de Justiniano, totalizando 67 metros de comprimento. A basílica consiste numa cela de 24,7 metros, três naves de tamanho variado, separadas de cada lado por colunas pintadas à moda ilíria, uma abside semicircular, um transepto, um nártex, um exonártex, um átrio e galerias; estas últimas foram incorporadas numa reconstrução nos anos 470. No final sul do nártex central está uma plataforma sobre a qual ficada o adril. O átrio, de formato retangular, é circundado por quatro pórticos, num dos quais está o exonártex, onde uma escadaria, situada no canto nordeste, levava para o primeiro andar e as galerias do edifício. Na junção dos portais sul e oeste foi encontrado um tanque em forma de pera esculpido na rocha. Ele possui 7,5 metros de profundidade e sua base circular tem um diâmetro de 2,45 metros. Entre o tanque e o portão sul do pórtico descobriu-se um tesouro de moedas que compreende uma área de 1,5 m2. O chão da nave do santuário da ala norte do nártex e exonártex foi coberto com mosaicos, enquanto os demais pisos foram pavimentados com pedras. O batistério localiza-se ao sul da nave sul, numa posição central no complexo, enquanto o palácio episcopal está no sudoeste da Catedral.
A Basílica C, localizada a oeste da ágora e provavelmente construída no segundo quartel do século VI, tem um tamanho médio de 33 x 22,80. Possui três naves separadas por colunas e é flanqueada ao norte e sul por dois anexos litúrgicos. Seu santuário, pavimentado com mosaicos atualmente muito danificados, termina com uma abside semicircular e um síntrono baixo e provavelmente semicircular com três degraus. Antes do síntrono está a base da mesa do altar, que teria sido expandida numa segunda fase de construção.
As ruínas da Basílica D estão ao norte do sítio, fora das muralhas de Vitorino. Medindo 45,25 metros de comprimento e 26,15 de largura, o edifício é composto por dois anexos litúrgicos ao norte e sul e um átrio de quatro lados com pilastras, bem como naves separadas por um alto estilóbato sobre o qual estavam pilares encimados por arcos semicirculares. No santuário foram encontrados restos duma escadaria central semicircular e fragmentos de pavimentos formados por lajes de mármore de várias cores. Há numerosos pavimentos com mosaicos e conservam-se seis inscrições mencionando doadores. Após sua destruição, o alpendre sul e parte da quadra do átrio foram reutilizados como habitação.